# David Peace

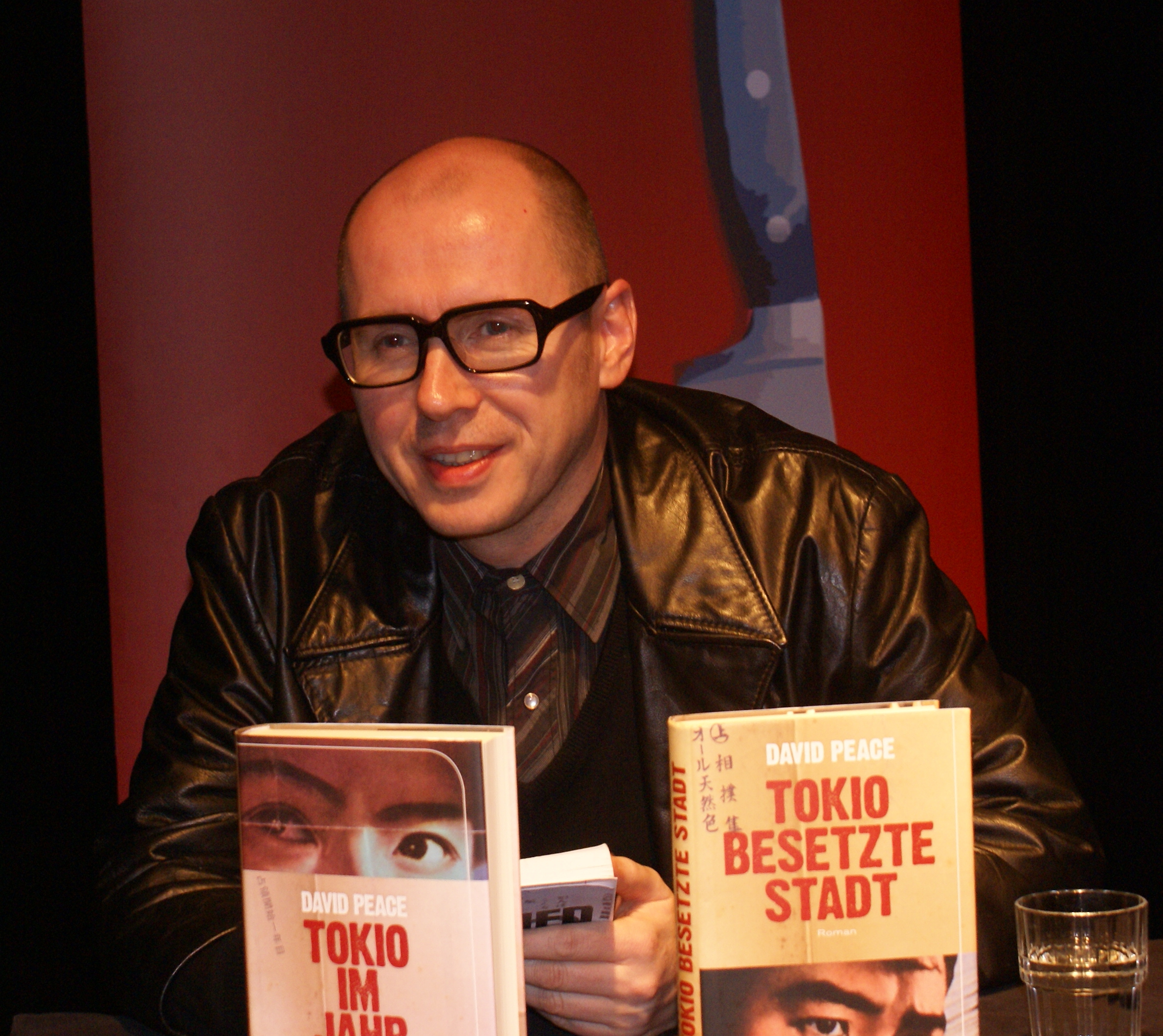
David Peace bei einer Lesung in Oelde-Stromberg im November 2010

David Peace (* 1967 in Ossett, West Yorkshire, England) ist ein britischer Autor, der überwiegend Kriminalromane schreibt.

## Werdegang
Peace studierte an der Technischen Hochschule in Manchester. Nach seinem Abschluss ging er zuerst als Englischlehrer nach Istanbul, dann 1994 nach Tokio, um dann nach 12 Jahren nach England zurückzukehren, wo er seither mit seiner japanischen Frau und zwei Söhnen lebt.
Berühmt und mehrfach ausgezeichnet wurde er für das sogenannte Red Riding Quartett, bestehend aus den Romanen 1974, 1977, 1980 und 1983. Die Geschichte um Polizeikorruption spielt vor dem Hintergrund der realen Morde des sogenannten Yorkshire Rippers Peter Sutcliffe.
Auch Peaces nachfolgende Romane basieren auf realen Ereignissen: GB84 hat den britischen Bergarbeiterstreik von 1984/85 zum Thema und The Damned United die nur 44 Tage währende Amtszeit von Brian Clough als Manager des Fußballvereins Leeds United. Seit 2007 schrieb Peace an einer weiteren Serie von Kriminalromanen, die in Tokio spielt; deren abschließender dritter Band erschien im April 2021.
Als literarische Vorbilder nannte Peace James Ellroy sowie die sozial-realistische britische Tradition etwa von Alan Sillitoe.

## Werke
Peaces bekanntestes Werk sind vier Bücher, die den Titel Red Riding Quartett tragen.

### 1974
1974 bildet den Auftakt der Saga, die an den tatsächlichen Kriminalfall des Yorkshire-Rippers Sutcliffe angelehnt ist. In seinem Debütwerk führt Peace den Leser für einen Zeitraum von elf Tagen in die Ermittlungen des Gerichtsreporters Edward Eddie Dunford, welcher im Jahr 1974 bei Dienstantritt für die Zeitung Evening Post in der britischen Grafschaft Yorkshire, im Norden Englands, eine Mordserie an Kindern aufklären soll. Die Mordserie begann in den Jahren 1962, 1972 und setzt sich mit dem Auffinden der Leiche von Clare Kemplay fort. Während seiner investigativen Arbeit verstrickt sich Dunford in eine Welt aus Sex und Gewalt. Er kommt den Machenschaften des Baulöwen John Dawson auf die Spur, welcher versucht von den Morden abzulenken und eine Gruppe von Zigeunern zu verdächtigen, welche ein Grundstück besetzen, dessen er habhaft werden möchte. Dunford deckt die Zusammenhänge der kriminellen Machenschaften Dawsons auf und beginnt einen persönlichen Rachefeldzug. 1974 spielt in der Kleinstadt Morley und im Umland von Leeds und ist zugleich Thriller und Gesellschaftsporträt des provinziellen Alltagslebens. Der Roman hat dem Autor den Titel härtester Krimiautor der Gegenwart eingebracht.
David Peace äußerte 2006 rückblickend, dass er nicht besonders stolz auf 1974 sei und dass man dem Buch anmerke, dass es geschrieben wurde, bevor er selbst Kinder hatte. „Es ist die Arbeit eines einsamen Mannes. […] Es gibt eine Reihe von Leuten, die dieses Buch nicht mögen und ich verstehe absolut, warum.“ Für Katharina Döbler im Deutschlandfunk ist das Buch „nicht das Ergebnis moralischer Überlegungen sondern einer Obsession“. Sie findet es gleichzeitig „packend und abstoßend, unerträglich und faszinierend“. Auch Tobias Gohlis in der Zeit findet das Buch abstoßend und trostlos mit seinen Figuren vom Mädchenmörder, Unternehmer, Spießer bis zum Reporter mit all ihren Abgründen, es sei jedoch auch voll „ungestümer Wucht“, so dass er es nicht aus der Hand legen konnte. Lars Schafft urteilt in Krimi-Couch, das Buch sei wie „ein harter Schlag in die Magengrube“.

### 1977
Peace zweites Buch 1977, die Fortsetzung von 1974 spielt drei Jahre später in Wakefield, Nordengland. 1977 beschäftigt sich mit den Prostituiertenmorden, die mit dem sogenannten „Yorkshire Ripper“ in Zusammenhang stehen. Die Geschichte, deren Handlung ähnlich wie bei 1974 kurz vor Weihnachten einsetzt, beginnt mit dem Fund einer stark zugerichteten Leiche einer jungen Prostituierten. In einer Pressekonferenz erwähnt die Polizei Parallelen zu ähnlichen Morden aus der Vergangenheit, die sich nach einem sehr ähnlichen Muster abgespielt haben. Jack Whitehead, Journalist der Lokalzeitung Evening Post, wird auf den Fall angesetzt und begleitet Polizeisergeant Robert „Bob“ Fraser bei seiner Fahndung. Es kommt in Leeds und Bradford zu weiteren Morden an Prostituierten. Sowohl Whitehead als auch Fraser sind seit ihrer Jugend traumatisiert. Whitehead, da er in jungen Jahren seinen Vater verlor. Sie haben enge Kontakte zu den Prostituierten in Chapeltown. Während ihrer Untersuchungen begegnen den beiden Korruption, Gewalt und Exzesse aller Art. Sie finden heraus, dass die Polizei Beweisstücke manipuliert und unterschlagen hat, um den Täter zu decken.
Dem Roman mit den Leitmotiven Schuld und Kriminalität wird eine atmosphärisch dichte und äußerst persönliche Erzählstruktur zugeschrieben.
Zitate

„Erneute Vergebung

Dienstag, 24. Dezember 1974:

Die Stufen des Strafford hinunter, zur Tür raus, Blaulichter am schwarzen Himmel, Sirenen in der Luft. Verdammt, verdammt, verdammt. Ich renne, für immer erledigt – der Griff in die Abendkasse, der Griff in ihre blutigen Taschen. Verdammt, verdammt, verdammt. Ich hätte beenden sollen, was er angefangen hat; die Bullen, die noch atmeten, die Bardame und den alten Sack. Hätte Schluss machen sollen, hätte die ganze verdammte Bande erledigen sollen. Verdammt, verdammt. Der letzte Bus westwärts nach Manchester und Preston, die letzte Ausfahrt, der letzte Tanz. Erledigt.“

„Erster Teil

Leichen
ANRUFER: Also halten wir vor ihrem Haus, und sie sagt, die hat keinen Schotter. Abgebrannt. Also sag‘ ich, und was zum Teufel machen wir mit dem Fahrpreis? Ich bin eh schon der letzte weiße Taxifahrer; seh‘ ich vielleicht aus wie die Wohlfahrt?
JOHN SHARK: Eine aussterbende Art.
ANRUFER: Und was tut sie? Sie macht die Beine breit, einen Oberschenkel nach links, den anderen nach rechts, und gibt mir einen tiefen Einblick in ihren Fleischtopf. Und dann sagt sie, bedien‘ dich. Ich konnte es einfach nicht fassen.
JOHN SHARK: Wahnsinn. Und was haben Sie gemacht?
ANRUFER: Ja, was glauben Sie denn? Ich habe meinen Schwanz rausgeholt und es ihr besorgt. Auf dem Rücksitz von meinem Taxi. Aber ordentlich. Ihr bester Fick seit langem, hat sie gesagt.
JOHN SHARK: Frauen. Man kann nicht mit ihnen leben, aber umlegen kann man sie auch nicht. Es sei denn rund um Chapeltown.
Die John Shark Show, Radio Leeds, Sonntag, 29. Mai 1977“

Rezensionen

„Die Kriminalromane des englischen Schriftstellers David Peace sind finstere, pessimistische Sittenbilder der englischen Gesellschaft; Geschichten ohne Hoffnungsschimmer, ohne positive Figur, geschrieben in einer gleichsam klaustrophobischen Erzählform. Ohne Kommentar, ohne Erläuterung und Erklärung des Autors befindet sich der Leser in jedem Moment mitten im Geschehen, mitten im Herz der Finsternis.“

„‚1977‘, der zweite Teil einer vierbändigen Reihe, spielt in einem England der späten 70er-Jahre, in denen rassistische Polizisten, prügelnde Luden und drogenabhängige Prostituierte die Szenerie prägen. Ein zugegeben unfairer Gesellschaftsausschnitt, in dem jene Welt, in der die Frage, in welcher Farbe die Wände der Küche gestrichen werden sollten, keine Rolle spielt. […] Eben auch nicht die Perspektive von denjenigen, die Peace im Roman zu Opfern werden lässt. Das Profil des Serienkillers, dessen Taten die Handlung des Romans vorantreibt, ist von besonderer Brutalität und Blutrünstigkeit. Er überfällt Frauen, Prostituierte, wie sich herausstellt, und ermordet sie auf bestialische Weise – er schneidet ihre Brüste ab, springt auf ihrem Brustkorb herum und weidet sie mit einem Kreuzschlitzschraubenzieher aus. Und das immer wieder. Aber Peace rückt diese Gewaltorgie, die im Laufe der Erzählung ein Opfer nach dem anderen fordert, bemerkenswert weit in den Hintergrund. Im Vordergrund stehen die beiden Figuren, bei denen diese Untaten schon im Vorfeld traumatische Reflexe auflösen. […] Die wirkliche Qualität, die der Roman hat, liegt aber nicht darin, dass er die Schreckensschraube weiter anzieht, sondern – und man höre und staune – dass er seine Geschichte (welchen Inhalt sie auch transportieren soll) mit unglaublicher Souveränität und Rasanz erzählt. Und das mit allen Mitteln, die ihm die moderne Stilistik zur Verfügung stellt: innere Monologe, rasche, kaum nachvollziehbare Perspektivenwechsel, schnelle Schnitte, Raffungen und Dehnungen.“

„‚1977‘ ist ein aufregendes Stück Literatur, in Satzsplittern und Dialogfetzen schnell und schmerzhaft erzählt. ‚Er schlug zu‘, steht in der vorletzten Zeile. Und dann: ‚Keine Zukunft.‘ Zugeschlagen hat auch David Peace. Und sein Kollege Ian Rankin nennt ihn ‚die Zukunft des Kriminalromans.‘“

### 1980
Der dritte Teil der Red-Riding-Serie spielt in Leeds im Jahr 1980. Die Handlung beginnt am 11. Dezember 1980 mit dem Auffinden der ermordeten Krankenschwester Laureen Bell. Die Opferzahl des Yorkshire Rippers hat sich damit mittlerweile auf dreizehn erhöht. Der Kriminalbeamte Peter Hunter wird vom britischen Innenministerium aus Manchester abgezogen und soll als Sonderermittler den Fall leiten. Seine Aufgabe ist es, den Yorkshire Ripper zu ergreifen und die Korruptionsfälle bei der Polizei aufzuklären. Bei seinen Ermittlungen begibt sich Hunter in Lebensgefahr.
Rezensionen

„In Yorkshire nichts Neues. Temporeich und mit großer Leidenschaft erzählt David Peace von dunklen Obsessionen, vermeintlich rechtschaffenen Bürgern und einem tödlichen Spiel mit der Wahrheit.“

„Mit dem Thriller ‚1980‘ legt der preisgekrönte britische Schriftsteller David Peace den dritten Teil seines ‚Red Riding Quartetts‘ vor. Im Mittelpunkt dieses Werkes steht der authentische Fall des Serienmörders Peter Sutcliff, der im Norden Englands dreizehn Frauen ermordete. Dabei recherchiert Peace genau und schreckt vor blutigen Details nicht zurück.“

„Peace lesen ist kein Spaziergang, keine nette Abendunterhaltung, kein schlichtes Wer-wars-denn-nun-raten. Seine Bücher sind anstrengend, seine Geschichten dunkel und aufwühlend. Der Autor mutet seinen Lesern einiges zu, erzählt intensiv, direkt, fast ohne Abstand zu seinen Figuren. Sein Thema: der Yorkshire-Ripper, England in den späten 70er- und frühen 80er-Jahren, die Korruption im maroden Polizeiapparat und das Überschreiten von Grenzen. Um es gleich vorwegzusagen: Auch der dritte Teil von David Peace’ Red-Riding-Quartett ist ein großartiger Kriminalroman, aber eben harter Stoff.“

### 1983
1983 ist der abschließende Teil der Krimireihe. Im gleichnamigen Jahr wird die Leiche eines Schulmädchens gefunden. Chefermittler in dieser Mordsache ist Detective Chief Superintendent Maurice Jobson, welcher schnell einen Hauptverdächtigen festnehmen kann. Dieser begeht in Untersuchungshaft Selbstmord. Rechtsanwalt John Piggott nimmt sich der Sache an und entdeckt zahlreiche kriminelle Machenschaften im Pornogeschäft, Immobilien und Kindesentführungen, mit denen die Polizei an höchster Stelle verstrickt ist. Das Red Riding Quartet endet mit dem Selbstmord Piggotts. Vorlage des Krimis bildet – zusätzlich zum Fall des Yorkshire Rippers Peter Sutcliffe – der des mordenden Liebespaares Myra Hindley und Ian Brady, welche in den Jahren 1969 bis 1983 fünf Kinder entführten, vergewaltigten, folterten und ermordeten.
Rezensionen

„Hell revisited. Mit ‚1983‘ beschließt David Peace das Red Riding Quartet noch apokalyptischer, als er es begonnen hat.“

„Dabei darf David Peace glaubhaft für sich reklamieren, die schwärzesten, bösesten, hoffnungslosesten, traurigsten und auch sonst wenig lebensbejahenden Romane der letzten Jahre geschrieben zu haben. Er ist meilenweit von der üblichen Serienmörder-Konvention entfernt, nahe dran an James Ellroy und an manchen Romanen von Don DeLillo – und doch durch und durch britisch. Seine Figuren sind Polizisten, Journalisten, Anwälte, kleine Diebe und Stricher. Peace webt einen Teppich aus Bewusstseinströmen, ihren gehetzten Dialogen, Nachrichtenfetzen, unfassbarer Gewalt gegen junge Frauen. Nachrichten aus einem untergehenden Land. Der Hass und die Aufruhr der Punk-Jahre steckt in den Büchern. Am Ende steht die triumphale Wahl von Maggie Thatcher zum  Ministerpräsidentin an. No Future, heißt es.“

„Mit ‚1983‘ hat der englische Autor David Peace einen Nachfolge-Krimi seiner Bücher ‚1974‘, ‚1977‘ und ‚1980‘ geschrieben. Aus den Perspektiven eines korrupten Polizisten, eines verfressenen Anwalts und eines jugendlichen Straftäters wird mit der Geschichte eines verschwundenen Mädchens ein weit verzweigtes Verbrechen erzählt.“

## Auszeichnungen
- 2002 Grand Prix du Roman Noir für 1974
- 2003 Aufnahme in die Granta's List of Best Young British Novelists
- 2005 James Tait Black Memorial Prize für GB84
- 2006 Deutscher Krimipreis (International 1) für 1974
- 2006 Krimi des Jahres 2005 (Platz 1) in der KrimiWelt-Bestenliste für 1974
- 2007 Krimi des Jahres 2006 (Platz 9) in der KrimiWelt-Bestenliste für 1977
- 2009 nominiert mit Tokio im Jahr Null für die Hotlist (Preis der unabhängigen deutschsprachigen Verlage)
- 2010 Deutscher Krimipreis (International 1) für Tokio im Jahr Null
- 2010 Krimi des Jahres 2009 (Platz 3) in der KrimiWelt-Bestenliste für Tokio im Jahr Null
- 2011 Krimi des Jahres 2010 (Platz 7) in der KrimiZEIT-Bestenliste für Tokio, besetzte Stadt
- 2013 Goldsmiths Prize Nominierung für Red or Dead
- 2021 Deutscher Krimipreis (Platz 1 in der Kategorie International) für Tokio, neue Stadt[23]

## Werke
- 1999 Nineteen Seventy-Four (Roman)
  - 1974, dt. von Peter Torberg, Liebeskind, München 2005, ISBN 3-935890-29-X.
- 2000 Nineteen Seventy-Seven (Roman)
  - 1977, dt. von Peter Torberg, Liebeskind, München 2006, ISBN 3-935890-36-2.
- 2001 Nineteen Eighty (Roman)
  - 1980, dt. von Peter Torberg, Liebeskind, München 2007, ISBN 978-3-935890-43-4.
- 2002 Nineteen Eighty-Three (Roman)
  - 1983, dt. von Peter Torberg, Liebeskind, München 2008, ISBN 978-3-935890-52-6.
- 2005 GB84 (Roman)
  - GB84, dt. von Peter Torberg, Liebeskind, München 2014, ISBN 978-3-95438-024-4.
- 2006 The Damned United (Roman)
  - Damned United, dt. von Thomas Lötz, Heyne: München 2011, ISBN 978-3-453-67609-1.
- 2007 Tokyo Year Zero (Roman)
  - Tokio im Jahr Null, dt. von Peter Torberg, Liebeskind, München 2009, ISBN 978-3-935890-65-6.
- 2009 Occupied City (Roman)
  - Tokio, besetzte Stadt, dt. von Peter Torberg, Liebeskind, München 2010, ISBN 978-3-935890-74-8.
- 2013 Red or Dead, Faber and Faber, London 2013, ISBN 978-0-571-28065-0. (Roman)
- 2018 Patient X: The Case-Book of Ryūnosuke Akutagawa, Faber and Faber, London 2018, ISBN 978-0-571-33624-1. (Roman)
- 2021 Tokyo Redux (Roman)
  - Tokio Neue Stadt, dt. von Peter Torberg, Liebeskind, München 2021, ISBN 978-3-95438-127-2.
- 2024 Munich, Faber & Faber, London 2024, ISBN 978-0-571-38115-9. (Roman)

## Verfilmungen
- 2009: Nineteen Eighty-Three, Fernsehfilm, GB, Regie: Anand Tucker
- 2009: Nineteen Seventy-Four, Fernsehfilm, GB, Regie: Julian Jarrold
- 2009: Nineteen Eighty, Fernsehfilm, GB, Regie: James Marsh
- 2009: The Damned United – Der ewige Gegner, GB, Regie: Tom Hooper

## Diskografie

### Vox
| Veröffentlichung  | Titel                 | Künstler  | Lied | Label           |
| ----------------- | --------------------- | --------- | --- | --------------- |
| 17. November 2020 | TOKYO YEAR ZERO Album | Cam Lasky | 2. Tokyo Hour Zero (Original Mix) 4. Already Dead (Original Mix) 20. Adachi or Senju (Original Mix) 21. C3-4 – Atro-City (Original Mix) 28. My War (Alternate Mix) 31. Tokyo Year Zero (Original Mix) | KWAIOTO Records |